# René Maheu
Rene Maheu (Saint-Gaudens, 28 marzo 1905 – Parigi, 19 dicembre 1975) è stato un insegnante e funzionario francese.

## Biografia
Addetto culturale presso Londra (1936-1939), successivamente insegnò in Marocco durante la Seconda guerra mondiale(1940-1942), ha occupato un posto di dirigente presso l'agenzia di stampa France-Afrique ad Algeri, prima di entrare nell'Ufficio generale esecutivo di Rabat, nel 1946 entrò nell'UNESCO - Division of Free Flow of Information.
Nel 1949 Jaime Torres Bodet lo nomina direttore esecutivo del suo Ufficio. Nel 1954 divenne assistente del direttore generale ed è stato rappresentante dell'UNESCO al quartier generale dell'ONU 1955-1958, Promosso vice direttore generale nel 1959, successivamente direttore generale nel 1961, carica che ricopre per due mandati consecutivi.